# Parque nacional Gyeryongsan
Parque nacional Gyeryongsan (en coreano: 계룡산국립공원) es uno de los 20 parques nacionales en Corea del Sur. Fue designado como parque nacional en 1968, siendo el segundo parque de ese tipo en esa nación. Tiene una superficie de 64,71 kilómetros cuadrados. Una parte del monte Gyeryongsan, de unos 845 metros de altura, está situado en el parque.
El parque es el hogar de un total de 1.121 especies de plantas, 1.867 especies de insectos y 645 especies de animales. Entre los animales existen once que están en peligro, incluyendo la nutria, la marta, y el pájaro carpintero Negro.